# حقل كاليبسو للغاز
حقل كاليبسو للغاز، هو حقل غاز طبيعي في البلوك 6 القبرصي، على بعد 76 كم من السواحل الجنوبية للجزيرة. وحسب وزارة الطاقة القبرصية، يحتوي الحقل على 170-230 ب.م.م من الغاز الطبيعي، أي أكبر 70% من حقل غاز تمر الإسرائيلي.

## الاكتشاف
في فبراير 2018، أعلنت شركة إني عن اكتشاف محتمل لحقل غاز ضخم في البلوك-6 القبرصي، والذي كان مياهاً مصرية حتى عام 2003.
حسب التقارير، فقد أكدت نتائج الحفر «ظهور علامات مرضية ومشجعة» في الحقل. وصرح وزير الطاقة القبرصي يوركوس لاكوتريبس: «بأن النتائج مشجعة، لكننا بحاجة للمزيد من الوقت كي نتوصل للتأكيد النهائي بأن هناك كشف غاز. وفي الوقت نفسه، لا أود الحديث عن الكميات أو أي أمر آخر». من المتوقع أن تُنشر النتائج النهائية للحفر في غضون أيام. وأضاف لاكوتريپيس بأن البنية الجيولوجية لسطح البحر في حقل كاليپسو مشابهة لحقل ظهر المصري.
تبعاً لمصادر بقطاع الطاقة الإسرائيلية، فالبرغم من أن تقارير الكشف قد نُشرت منذ يومين فقط، إلا أن الشائعات قد تسربت قبل التقارير بأسبوعين، و«ينبغي النظر في التقارير، حيث أن قبرص حالياً في غمار حملة انتخابية».

## التنقيب
في 27 ديسمبر 2017، أعلن وزير الطاقة القبرصي يورگوس لاكتريپس عن وصول الحفار سايپم 12000 إلى المنطقة الاقتصادية الخالصة لقبرص، حيث من المتوقع أن تبدأ عملية البحث عن الغاز والنفط في المنطقة الاستكشافية 6 والتي تدعى حقل كاليبسو للغاز في المنطقة الاقتصادية الخالصة لقبرص.
في 11 فبراير 2018، وبينما كان الحفار في طريقه لموقع بحري يعرف باسم (بلوك 3) حيث كان من المقرر أن تبدأ العمل. قام الجيش التركي يمنع الحفار من الاقتراب من منطقة للتنقيب عن الغاز الطبيعي، مما يسلط الضوء على اضطرابات حول الثروات البحرية في شرق البحر المتوسط.
وقالت قبرص إن سفينة الحفر سايبم 12000 كانت في طريقها من موقع بين الجنوب والجنوب الغربي من قبرص إلى منطقة في جنوب شرقي الجزيرة، عندما أوقفتها السفن الحربية التركية منذ 9 فبراير 2018. وقال نيكوس أناستاسيادس، رئيس قبرص، إن دولته تتخذ الخطوات اللازمة تجاه الأمر، لكنه بدا حريصًا على التخفيف من أي تصعيد، وقال للصحفيين إنه يؤكد على ضرورة تفادي أي شيء يمكن أن يؤدي إلى تصعيد الموقف دون التغاضي بالطبع عن انتهاك تركيا القانون الدولي.
وقال المتحدث باسم شركة إيني المملوكة للدولة في إيطاليا، إن سفنًا حربية تركية أوقفت سايپم 12000 مع مطالبتها بعدم مواصلة طريقها بسبب أنشطة عسكرية في المكان المقصود وأن السفينة انصاعت للأوامر وستبقى في مكانها لحين تغير الأوضاع.
وذكرت رويترز، أن شركة إيني أعلنت بعد استخدام السفينة عن اكتشاف واعد للغاز جنوب غربي قبرص في موقع آخر في 8 فبراير داخل المنطقة الاقتصادية الخالصة لقبرص، حقل كاليبسو للغاز، ولم يرد تعليق من تركيا حتى الآن، إلى جانب قبرص وتركيا يدور خلاف بين إسرائيل ولبنان بشأن التنقيب عن الغاز في المياه والحدود البحرية بشرق المتوسط.

## الشركات المطورة
يتولى تتطوير الحقل:
- إني الإيطالية.
- توتال الفرنسية.

## الأهمية
إذا ما كان كشف كاليپسو حقيقياً، لن يكون هذا خبراً جيداً لإسرائيل. ففي الوقت الذي لا توجد فيه عقود كافية لتطوير المرحلة الثانية من حقل حقل ليفياثان، وفي ظل عدم وضوح موعد توقيع عقود الاستيراد، فمن المرجح أن تصبح قبرص أحد اللاعبين الرئيسيين في سوق الغاز الطبيعي.
ستصبح قبرص قادرة على التصدير بسهولة لمرفق تسييل الغاز المصري في دمياط أو إلى السوق المحلي المصري، ويمكنها فعل ذلك قبل أن تبدأ إسرائيل بالتصدير هناك. في إسرائيل، قد تستغرق خطط تطوير الخزانات وتصدير الغاز أعواماً. على سبيل المثال، حقل لفياثان، والذي أُكتشف في 2010، سيبدأ في توريد الغاز في 2020. من جهة أخرى، قامت إني بتطوير حقل ظهر المصري والذي استغرق عامين ونصف. كما تعتبر إني شريكاً في مرفق تسييل الغاز في دمياط، الأمر الذي من شأنه أن يجعل تصدير الغاز القبرصي لمصر أكثر سهولة.

## الحقوق المصرية
تقول شركة إني أن حقل كاليپسو في المياه التي أصبحت قبرصية في 2003 ويبعد 60 كيلومتر داخل الحدود القبرصية المتنازع عليها مع مصر، هو امتداد لحقل ظهر في مصر. ولما كانت الدولتان موقعتين على اتفاقية تقاسم مكامن، فإن أي اكتشاف في أي حقل في مكمن مشترك يتم تقاسم انتاجه بنسبة حجمي المكمن في كل دولة. فإذا كان مكمن ظهر يمتد بنسبة 90% داخل المياه القبرصية و 10% في المياه المصرية، فإن أي حقل في هذا المكمن، بغض النظر عن دولته، يتم تقاسمه بنسبة 9 لقبرص: 1 لمصر.